# 杜罗河畔佩尼亚兰达
杜罗河畔佩尼亚兰达（西班牙語：Peñaranda de Duero）是西班牙卡斯蒂利亚-莱昂布尔戈斯省的一个市镇。总面积65平方公里，总人口588人（2001年），人口密度9人/平方公里。